# Guglielmo Spicacci
Guglielmo Spicacci, italijanski general, * 1887, † 1945.